# Stolní tenis na Letních olympijských hrách 2016
Stolní tenis na Letních olympijských hrách 2016 v Riu de Janeiro se konal od 6. srpna do 16. srpna.

## Medailisté
| Dvouhra muži  | Ma Lung · Čína (CHN)                              | Čang Ťi-kche · Čína (CHN)                                     | Džun Mizutani · Japonsko (JPN)                                  |  |  |  |
| Družstva muži | Čína (CHN) · Čang Ťi-kche · Ma Lung · Sü Sin      | Japonsko (JPN) · Koki Niwa · Džun Mizutani · Maharu Yoshimura | Německo (GER) · Timo Boll · Dimitrij Ovtcharov · Bastian Steger |  |  |  |
|               |                                                   |                                                               |                                                                 |  |  |  |
| Dvouhra žen   | Ting Ning · Čína (CHN)                            | Li Siao-sia · Čína (CHN)                                      | Kim Song-i · Severní Korea (PRK)                                |  |  |  |
| Družstva žen  | Čína (CHN) · Liu Shiwen · Ting Ning · Li Siao-sia | Německo (GER) · Han Ying · Petrissa Solja · Shan Xiaona       | Japonsko (JPN) · Ai Fukuhara · Kasumi Ishikawa · Mima Ito       |  |  |  |

## Přehled medailí
| Pořadí | Země          | Zlato | Stříbro | Bronz | Celkově |
| ------ | ------------- | ----- | ------- | ----- | ------- |
| 1      | Čína          | 4     | 2       | 0     | 6       |
| 2      | Japonsko      | 0     | 1       | 2     | 3       |
| 3      | Německo       | 0     | 1       | 1     | 2       |
| 4      | Severní Korea | 0     | 0       | 1     | 1       |
| Celkem | Celkem        | 4     | 4       | 4     | 12      |